# Hortense Archambault
Pour les articles homonymes, voir Archambault (homonymie).
Hortense Archambault, née le 14 juillet 1970 à Bâle (Suisse), est une responsable théâtrale française. Elle codirige le Festival d'Avignon avec Vincent Baudriller de 2004 à 2013. Elle dirige à partir du 1er août 2015,  la Maison de la Culture de Seine-Saint-Denis (MC93).

## Biographie
Fille d'un juriste et d'une bibliothécaire, élevée par son beau-père philosophe, Hortense Archambault est lycéenne à Thonon-les-Bains, puis à Henri IV. Elle obtient une maîtrise d'histoire à La Sorbonne suivie d'un DESS de gestion des institutions culturelles à Dauphine.
Au terme de ses études, en 1994, elle intègre l'équipe du festival d'Avignon, comme stagiaire puis salariée, en tant que chargée de production au Festival d'Avignon avec Vincent Baudriller. L'année suivante, elle devient administratrice de la compagnie du théâtre de l'Opprimé Augusto-Boal à Paris puis administratrice de production de l'établissement public du Parc et de la Grande Halle de la Villette jusqu'en 1999.
Elle retrouve à Avignon, en tant qu'administratrice d'abord, en 1999, aux côtés de Vincent Baudriller, avant que ce duo succède à Bernard Faivre d'Arcier à la direction du Festival, après l'annulation de l'édition 2003. Ensemble, ils réancrent la tête du Festival à Avignon aux dépens de Paris, et élaborent la programmation en complicité avec un ou deux artistes associés, différents chaque année (Thomas Ostermeier en 2004, Jan Fabre en 2005, Josef Nadj en 2006, Frédéric Fisbach en 2007, Valérie Dréville et Romeo Castellucci en 2008, Wajdi Mouawad en 2009, Olivier Cadiot et Christoph Marthaler en 2010, Boris Charmatz en 2011, Simon Mc Burney en 2012, Dieudonné Niangouna et Stanislas Nordey en 2013). Ils parviennent à faire croître et rajeunir le public. Mais cette focalisation autour d'un artiste a parfois été source de polémique. Le 27 octobre 2010, sur proposition du ministre de la Culture et de la Communication, Frédéric Mitterrand, et du maire d'Avignon, Marie-Josée Roig, Hortense Archambault et Vincent Baudriller ont été reconduits dans leur fonction pour les éditions 2012 et 2013. Ils quittent leur fonction en septembre 2013, après une dernière édition notamment marquée par l'ouverture d'un lieu de résidence et de répétitions destiné au Festival d'Avignon, la FabricA.
Puis, elle enseigne, conseille différents artistes et structures et réalise plusieurs missions. On peut citer notamment la mission de concertation et de proposition pour bâtir un cadre stabilisé et sécurisé pour les intermittents du spectacle, confiée par le Premier Ministre le 24 juin 2014 à trois personnalités dont elle fait partie avec Jean-Denis Combrexelle et Jean-Patrick Gille.
Elle dirige la Maison de la Culture de Seine-Saint-Denis (MC93) depuis le 1er août 2015 et y développe le projet qu'elle a proposé lors de sa nomination. Après une première saison hors les murs en Seine-Saint-Denis (2016/2017), la MC93 réintègre le bâtiment entièrement rénové en juin 2017.
Elle est nommée par décret présidente du conseil d'administration du Conservatoire National Supérieur d'Art Dramatique, le 17 juillet 2015. Son mandat est renouvelé par décret du 22 août 2018 et s'achève en 2021.

## Distinctions
- : Chevalier de la Légion d'honneur le 14 avril 2017[5]